# بایرام صفراف
بایرام صفراف (ترکی آذربایجانی: Bayram Səfərov؛ زادهٔ ۱۹۵۱ (۷۳–۷۴ سال)) سیاست‌مدار و نظامی اهل جمهوری آذربایجان است.